# Morris Zimerman
Pour les articles homonymes, voir Zimerman.
Pas d'image ? Cliquez ici

a Compétitions nationales et continentales officielles uniquement.

b Matchs officiels uniquement.
Dernière mise à jour le  .
Morris Zimerman, né le 8 juin 1911 à Jansenville (Afrique du Sud) et mort le 10 janvier 1992 à Johannesburg (Afrique du Sud), est un joueur international sud-africain de rugby à XV évoluant au poste d'ailier.

## Biographie
Morris Zimerman évolue avec la Western Province qui dispute la Currie Cup. Il dispute son premier test match le 5 décembre 1931 contre le pays de Galles. Son dernier test match est contre l'Écosse le 16 janvier 1932 à 20 ans. Les Sud-africains font une tournée en Grande-Bretagne et en Irlande en 1931-1932. Ils battent le pays de Galles 8 à 3 à Swansea, ils l'emportent 8 à 3 contre l'Irlande. Ils gagnent le 2 janvier ensuite 7 à 0 contre l'Angleterre. Puis ils battent l'Écosse 6 à 3 avec deux essais de Danie Craven et du capitaine Bennie Osler. C'est un Grand Chelem. Morris Zimerman a inscrit un essai contre l'Irlande.

## Statistiques en équipe nationale
- 4 capes avec l'équipe d'Afrique du Sud.
- 3 points (1 essai).
- Sélections par année : 2 en 1931, 2 en 1932 .